# H.E.A.T
H.E.A.T é uma banda sueca de hard rock formada em Upplands Väsby no ano de 2007. A primeira formação da banda era composta por  Kenny Leckremo (vocal), Dave Dalone (guitarra), Eric Rivers (guitarra), Jona Tee (teclados), Jimmy Jay (baixo) e Crash (bateria). Seu primeiro álbum autointitulado foi lançado em 2008 pelo selo StormVox.

## Mudanças
Após gravar dois álbuns de estúdio e três singles, especificamente em julho de 2010, Kenny Leckremo escolhe deixar a banda após 3 anos nos vocais para seguir carreira solo, onde mais tarde Erik Grönwall vencedor do Swedish Idol 2009 seria convidado para se juntar ao grupo e assumir os vocais.
Em outubro de 2020, Erik Grönwall decide deixar a banda após 10 anos nos vocais, onde o consagrou com quatro álbuns, nove singles e dois EPs gravados para dar espaço ao retorno do membro fundador e vocalista original Kenny Leckremo. Erik Grönwall não deixou claro os reais motivo de sua saída, apenas declarou que seguiria na música, mas não de forma coletiva, o ex-vocalista então saiu agradecido da banda com o pensamento de dever cumprido e Kenny Leckremo por sua vez declarou que retornou empolgado ao grupo para escrever um novo capítulo do banda. 

## Integrantes
Atuais
- Kenny Leckremo - Vocais (2007–2010, 2020–presente)
- Jona Tee – Teclados (2007–presente)
- Jimmy Jay – Baixo (2007–presente)
- Crash – Bateria / Percussão (2007–presente)
- Dave Dalone – Guitarra (2007–2013, 2016–presente)

Ex-Integrantes
- Erik Grönwall – Vocais (2010–2020)
- Eric Rivers – Guitarra (2007–2016)

## Discografia
Álbuns de estúdio
- H.e.a.t (2008)
- Freedom Rock (2010)
- Address the Nation (2012)
- Tearing Down the Walls (2014)
- Into The Great Unknown (2017)
- H.e.a.t II (2020)
- Force Majeure (2022)
- Welcome to the Future (2025)

Singles
- 1000 Miles (2009)
- Keep On Dreaming (2009)
- Beg, Beg, Beg (2010)
- Living on the Run (2012)
- It's All About Tonight (2012)
- Mannequin Show (2014)
- A Shot At Redemption (2014)
- Time On Our Side (2017)
- Redefined (2017)
- Eye Of The Storm (2017)
- One by One (2020)
- Rise (2020)
- Dangerous Ground (2020)
- Come Clean (2020)
- Nationwide (2022)
- Back to the Rhythm (2022)
- Hollywood (2022)
- Disaster (2025)
- Bad Time for Love (2025)
- Running to You (2025)

EPs
- Beg, Beg, Beg (2010)
- A Shot At Redemption (2014)